# U-40 (tàu ngầm Đức) (1938)
U-40 là một tàu ngầm tuần dương  Lớp Type IX thuộc phân lớp Type IXA được Hải quân Đức Quốc Xã chế tạo trước Chiến tranh Thế giới thứ hai. Nhập biên chế năm 1939, nó chỉ kịp thực hiện được hai chuyến tuần tra và chưa đánh chìm được mục tiêu nào, trước khi bị đắm do trúng thủy lôi trong eo biển Manche vào ngày 13 tháng 10, 1939.

## Thiết kế và chế tạo

### Thiết kế
Thiết kế của tàu ngầm Type IX là phiên bản cải biến từ tàu ngầm Type IA. Chúng có trọng lượng choán nước 1.032 t (1.016 tấn Anh) khi nổi và 1.153 t (1.135 tấn Anh) khi lặn). Con tàu có chiều dài chung 76,50 m (251 ft 0 in), lớp vỏ trong chịu áp lực dài 58,75 m (192 ft 9 in), mạn tàu rộng 6,51 m (21 ft 4 in), chiều cao 9,40 m (30 ft 10 in) và mớn nước 4,70 m (15 ft 5 in).
Chúng trang bị hai động cơ diesel MAN M 9 V 40/46 siêu tăng áp 9-xy lanh 4 thì, tổng công suất 4.400 PS (3.200 kW; 4.300 bhp), dẫn động hai trục chân vịt đường kính 1,92 m (6,3 ft), cho phép đạt tốc độ tối đa 18,2 kn (33,7 km/h), và tầm hoạt động tối đa 10.500 nmi (19.400 km) khi đi tốc độ đường trường 10 kn (19 km/h). Khi đi ngầm dưới nước, chúng sử dụng hai động cơ/máy phát điện Siemens-Schuckert 2 GU 345/34 tổng công suất 1.000 PS (740 kW; 990 shp). Tốc độ tối đa khi lặn là 7,7 kn (14,3 km/h), và tầm hoạt động 65–78 nmi (120–144 km) ở tốc độ 4 kn (7,4 km/h). Con tàu có khả năng lặn sâu đến 230 m (750 ft).
Vũ khí trang bị có sáu ống phóng ngư lôi 53,3 cm (21 in), bao gồm bốn ống trước mũi và hai ống phía đuôi, và mang theo tổng cộng 22 quả ngư lôi 53,3 cm (21 in). Tàu ngầm Type IX trang bị một hải pháo 10,5 cm (4,1 in) SK C/32 với 110 quả đạn, một pháo phòng không 3,7 cm (1,5 in) SK C/30 và hai pháo phòng không 2 cm (0,79 in) C/30. Thủy thủ đoàn bao gồm 4 sĩ quan và 44 thủy thủ.

### Chế tạo
U-40 được đặt hàng vào ngày 29 tháng 7, 1936, rõ ràng là một vi phạm những điều khoản của Hiệp ước Versailles, và được đặt lườn tại xưởng tàu AG Weser của hãng DeSchiMAG ở Bremen vào ngày 1 tháng 7, 1937. Nó được hạ thủy vào ngày 9 tháng 11, 1938, và nhập biên chế cùng Hải quân Đức Quốc Xã vào ngày 11 tháng 2, 1939 dưới quyền chỉ huy của Hạm trưởng, Đại úy Hải quân Werner von Schmidt.

## Lịch sử hoạt động

### Chuyến tuần tra thứ nhất
U-40 khởi hành từ cảng Wilhelmshaven vào ngày 19 tháng 8, 1939 cho chuyến tuần tra đầu tiên nhằm chuẩn bị cho Chiến tranh Thế giới thứ hai sắp nổ ra. Chiếc tàu ngầm tiến ra Bắc Hải, rồi băng qua khe GIUK giữa quần đảo Faroe và Iceland để hoạt động trong vùng biển Bắc Đại Tây Dương dọc phía Tây quần đảo Anh cho đến ngoài khơi eo biển Gibraltar. Nó không đánh chìm được mục tiêu nào, và quay trở về cảng Wilhelmshaven vào ngày 18 tháng 9.

### Chuyến tuần tra thứ hai - Bị mất
Dưới quyền chỉ huy của hạm trưởng, Đại úy Hải quân Wolfgang Barten, U-40 lại xuất phát từ cảng Wilhelmshaven vào ngày 10 tháng 10 cho chuyến tuần tra thứ hai, cũng là chuyến cuối cùng. Nó dự định sẽ hoạt động trong Đại Tây Dương ngoài khơi bờ biển Tây Ban Nha và Bồ Đào Nha, phối hợp cùng Bầy sói Hartmann's, một bầy sói U-boat Đức đầu tiên trong Thế Chiến II. Tuy nhiên do xuất phát từ căn cứ trễ, Đại úy Barten quyết định đi theo lối tắt đến điểm hẹn của bầy sói về phía Tây Nam Ireland; lối tắt này ngang qua eo biển Manche vốn bị Hải quân Hoàng gia Anh gài mìn dày đặc.
Vào ngày 13 tháng 10, Đại úy Barten chọn thực hiện chuyến đi khoảng ba giờ rưỡi sau đỉnh triều cường, các quả thủy lôi vào lúc này không ở vị trí thấp nhất. Vì vậy chiếc tàu ngầm trúng trúng phải một quả thủy lôi và đắm ngay lập tức tại tọa độ 50°41′6″B 00°15′1″Đ / 50,685°B 0,25028°Đ. Chín thành viên thủy thủ đoàn đã thoát được qua cửa sập phía đuôi tàu và trồi lên được mặt nước, nhưng sáu người đã qua đời do hoàn cảnh khắc nghiệt của vùng eo biển Manche, nên chỉ còn ba người trong tổng số 48 thành viên thủy thủ đoàn sống sót, được tàu khu trục HMS Boreas cứu vớt mười giờ sau đó, và bị bắt làm tù binh chiến tranh.